# Tichon (Ševkunov)
Tichon (světským jménem: Georgij Alexandrovič Ševkunov; * 2. července 1958, Moskva) je ruský duchovní Ruské pravoslavné církve a metropolita simferopolský a krymský.
Je znám také pro svou literární činnost. 

## Život
Narodil se 2. července 1958 v Moskvě.
Po střední škole nastoupil na fakultu scenáristiky Státního institutu kinematografie. Po studiu přijal křest a odešel do Pskovo-pečerského monastýru, kde se stal pomocníkem a později poslušníkem.
Od srpna 1986 pracoval ve vydavatelství Moskevského patriarchátu. Dne 2. července 1991 byl v Donském monastýru postřižen na monacha se jménem Tichon na počest svatého Tichona Moskevského. Dne 18. července jej patriarcha Alexij II. rukopoložil na jerodiákona a 18. srpna na jeromonacha. Od roku 1993 byl představeným moskevského podvorje Pskovo-pečerského monastýru.
Dne 16. července 1995 byl jmenován představeným obnoveného Sretěnského monastýru v Moskvě a 8. září byl povýšen na igumena. O tři roky později byl povýšen na archimandritu. Od roku 1999 byl rektorem Sretěnského vyššího pravoslavného monastýrského učiliště, které bylo roku 2002 přeměněno na Sretěnský duchovní seminář.
Roku 2004 dokončil dálkové studium Sretěnského duchovního semináře.
Dne 5. března 2010 byl jmenován sekretářem Patriarchální rady pro kulturu a 31. května předsedou komise pro vztahy Ruské pravoslavné církve s muzejní komunitou. Od 22. března 2011 je členem Vyšší církevní rady.
Dne 22. října 2015 jej Svatý synod zvolil biskupem jegorjevským a vikářem moskevské eparchie. Následující den byl oficiálně jmenován biskupem a 24. října proběhla v Kazaňském chrámu Šamordinského monastýru jeho biskupská chirotonie. Hlavním světitelem byl patriarcha moskevský a celé Rusi Kirill.
Dne 29. října 2015 mu byl svěřen Západní vikariát a 14. dubna 2016 byl jmenován představeným chrámu Životodárné Trojice u Saltykova mostu.
Dne 14. května 2018 byl Svatým synodem ustanoven eparchiálním biskupem pskovské eparchie a hlavou pskovské metropole. Dne 17. května byl povýšen na metropolitu.
Dne 11. října 2023 byl převeden na simferopolskou katedru a 30. května 2024 se stal archimandritou Inkermanského monastýru.
Věnuje se psaní knih. V češtině vyšla jeho kniha Nesvatí svatí. 